# The Great
The Great é uma série de televisão via streaming de comédia dramática americana do serviço Hulu. A série é vagamente baseada na ascensão de Catarina, a Grande, ao poder. A série é estrelada por Elle Fanning como a imperatriz Catarina II da Rússia e Nicholas Hoult como o imperador Pedro III.
The Great estreou nos Estados Unidos em 15 de maio de 2020 no Hulu. O serviço de video sob demanda Lionsgate+ também distribui a série no Reino Unido, Irlanda, Alemanha, França, Itália, Espanha, Benelux, América Latina e Brasil. Em Portugal, a série foi disponibilizada pelo HBO Portugal.
Em julho de 2020, o Hulu renovou a série para uma segunda temporada que estreou em 19 de novembro de 2021. Em janeiro de 2022, a série foi renovada para uma terceira temporada.
The Great foi cancelada em 30 de agosto de 2023; após três temporadas, sem um final apropriado.

## Premissa
The Great é um drama cômico e satírico sobre a ascensão de Catarina, a Grande, de fora para a governante mais antiga da história da Rússia. A série é uma ficção e retrata Catarina em sua juventude e casamento com o imperador Pedro II, concentrando-se na trama para matar seu marido depravado e perigoso.

## Elenco e personagens

### Principais
- Elle Fanning como Catarina, a Grande
- Nicholas Hoult como Pedro III da Rússia
  - Hount também interpreta Yemelyan Pugachev (Temporada 2 - presente)
- Phoebe Fox como Marial
- Sacha Dhawan como Orlo
- Charity Wakefield como Georgina Dymova
- Gwilym Lee como Grigor Dymov
- Adam Godley como Archbishop “Archie”
- Douglas Hodge como General Velementov
- Belinda Bromilow como Tia Elizabeth
- Bayo Gbadamosi como Arkady
- Sebastian de Souza como Leo Voronsky
- Danusia Samal como Antonia Svenska (Temporada 1–2)
- Sebastian de Souza como Leo Voronsky (Temporada 1; convidado na Temp. 2)

### Recorrente
- Louis Hynes como Vlad (Temporada 1)
- Grace Molony como a rainha Agnes da Suécia (Temporada 1-2)
- Freddie Fox como o rei Hugo da Suécia (Temporada 1-2)
- Jamie Demetriou como Doutor Chekov (Temporada 1)
- Christophe Tek como Tartar Nick (Temporada 1)
- Charlie Price como Ivan (Temporada 1)
- Alistair Green como Conde Smolny (Temporada 1-2)
- Abraham Popoola como Alexei Rostov (Temporada 1)
- James Smith como Conde Gorky (Temporada 1)
- Stewart Scudamore como Tolsten (Temporada 1)
- Phill Webster como guarda do palácio
- Adam Darlington como lacaio chefe
- Dustin Demri-Burns como Voltaire
- Christianne Oliveira como a condessa Belanova
- Blake Harrison como o coronel Svenska (Temporadas 1-2)
- Julian Barratt como Dr. Vinodel (Temporada 2)
- Gillian Anderson como Joana Isabel de Holsácia-Gottorp, mãe de Catarina (Temporada 2)
- Jason Isaacs como Pedro, o Grande, pai de Pedro III (Temporada 2)
- Raphael Acloque como embaixador Sunduk (Temporada 2)
- Henry Meredith como Maxim (Temporada 2)

## Episódios

### Resumo
| Temporada | Temporada | Episódios | Episódios | Originalmente lançado  |
| --------- | --------- | --------- | --------- | ---------------------- |
|           | 1         | 10        | 10        | 15 de maio de 2020     |
|           | 2         | 10        | 10        | 19 de novembro de 2021 |

### 1ª temporada (2020)
| N.º na série | N.º na temp. | Título                                                                        | Dirigido por  | Escrito por                  | Lançamento         |
| --- | ------------ | ----------------------------------------------------------------------------- | ------------- | ---------------------------- | ------------------ |
| 1 | 1            | "The Great" "A Grande" (BR)                                                   | Matt Shakman  | Tony McNamara                | 15 de maio de 2020 |
| No século XVIII, a jovem e ingênua Catarina se casa com Pedro III da Rússia. Suas ambições e otimismo se quebram quando ela descobre sobre a natureza não séria, cruel e rancorosa de Pedro, e que ele só se casou com ela como herdeiro. Catarina se torna amiga de sua empregada, Marial, uma ex-nobre rebaixada à servidão. Quando Catarina descobre que as mulheres não são educadas na Rússia, ela consegue obter fundos com a permissão de Pedro para estabelecer uma escola. Mas Pedro queima a escola logo depois que descobre que a escola foi feita para meninas. Quando Pedro atira no urso que deu a Catarina durante um baile, ela lhe dá um tapa na frente de todos. Pedro a soca em reclusão e a avisa. Catarina, agora sendo nada mais do que uma prisioneira, decide fugir do castelo com a ajuda de Marial, mas o plano falha quando Pedro descobre. Desanimada, Catarina está prestes a cortar o pulso quando Marial a informa sobre uma lei na Rússia: se um imperador morrer sem herdeiro, o trono será entregue à imperatriz. Encantada, Catarina começa a tramar para derrubar o marido. |              |                                                                               |               |                              |                    |
| 2 | 2            | "A Fake Beard" "Uma Barba Falsa" (BR)                                         | Colin Bucksey | Tony McNamara                | 15 de maio de 2020 |
| Enquanto Catarina e Marial lutam para planejar o assassinato de Pedro, o último sugere usar Orlo, um membro do círculo íntimo de Pedro, para seduzi-la. As coisas não saem como planejado, pois Catarina não consegue seduzir Orlo e explica diretamente seu plano para ele. Quando Pedro pede desculpas a Catarina por seu comportamento anterior, ela recusa. Enquanto isso, Orlo se esforça para manter o livre arbítrio dos civis, pois o Conde Rostov é repulsivo por ter sua barba raspada de acordo com um decreto. Catarina está sendo desprezada pelas damas da corte, o que, junto com a falta de submissão de Catarina, enfurece Pedro, que decide matá-la em um acidente de carruagem. Archie a avisa e ela finge ser afetuosa e submissa a Pedro, fazendo com que ele mude sua decisão. Ela também aprende sobre a mãe de Pedro, que foi dura com ele. Como Catarina força Orlo a cooperar com ela pelo bem do país, ele se recusa, mas garante sua confiança. Quando o depravado Pedro obriga Orlo a raspar a barba de Rostov, Orlo concorda em unir forças com Catarina. |              |                                                                               |               |                              |                    |
| 3 | 3            | "And you Sir, are no Peter the Great" "E O Senhor Não É Pedro, o Grande" (BR) | Bert & Bertie | Tony McNamara                | 15 de maio de 2020 |
| Catarina e Orlo preparam manifestos para sua nova era quando Pedro traz um 'amante' para Catarina, Leo Voronsky, mas ela reluta em aceitar a ideia. Orlo suspeita que Leo seja um espião de Pedro, o que Catarina se recusa a acreditar. Catarina pede para Leo não consumar e fingir que eles tiveram uma noite linda. No dia seguinte, Catarina garante a Pedro que ela e Leo tiveram uma ótima noite e ele poderia deixá-lo ir, mas Pedro bate em Leo por não convencê-la a mantê-lo por muito tempo. Orlo e Marial sugerem que Catarina use Ivan, meio-irmão de Pedro, contra ele. Catarina consegue localizar Ivan com a ajuda da tia Elizabeth, que está escondida em uma sala secreta no castelo. Enquanto isso, Pedro é humilhado por seus companheiros por sua falta de habilidades estratégicas. Catarina envergonha Lady Svenska no chá das senhoras em retaliação por ferir Marial, fazendo com que as senhoras se voltem contra ela. Quando Pedro faz um discurso sobre a notabilidade de seu pai, ele se emociona quando um oficial zomba dele. Encorajado por Catarina a trazer à tona suas emoções reais, ele esfaqueia o oficial. Encantado, Pedro permite que Catarina tenha um amante de sua própria escolha, mas Catarina, agora se interessando por Leo, mente para o último que Pedro não o deixou ir, mas ela o aceita como seu amante. Como resultado, ela começa um relacionamento apaixonado com ele. |              |                                                                               |               |                              |                    |
| 4 | 4            | "Moscow Mule" "Mula de Moscou" (BR)                                           | Bert & Bertie | Tess Morris                  | 15 de maio de 2020 |
| Catarina e Leo continuam seu caso de amor. As notícias sobre o patriarca, o bispo Ivan Illyich, líder da igreja ortodoxa russa, já passaram e Pedro deve escolher um novo no dia seguinte. Catarina, Marial e Orlo continuam a planejar sua nova era, com o objetivo de nomear o bispo Tarcinkus como o novo líder da igreja. Catarina é informada do boato de relações com cavalos que Lady Svenska começou e tenta fazer as pazes para fins políticos. Durante a seleção do bispo, um bispo renuncia a Pedro e comete autoimolação. Enquanto isso, Catarina planeja ganhar a admiração das outras damas presenteando com ovos Fabergé. Lady Svenska convida Catarina para um chá com o resto das senhoras em que elas a empurram, chutam e menosprezam. Pedro instrui Archie a receber uma visão de Deus para decidir quem será o novo bispo. Ele consome cogumelos psicodélicos e Catarina tropeça nele enquanto está alucinando. Ele acredita que ela seja um anjo e ela lhe diz que ele é o bispo legítimo. Na festa para comemorar o novo título de Archie, Catarina e Marial encenam um tapa como lição para as outras senhoras, conforme aconselhado pela própria Marial e tia Elizabeth. |              |                                                                               |               |                              |                    |
| 5 | 5            | "War and Vomit" "Guerra e Vômito" (BR)                                        | Ben Chessell  | James Wood                   | 15 de maio de 2020 |
| Catarina e Elizabeth visitam a frente russa no meio da guerra com a Suécia. Horrorizada com os horrores que testemunhou lá, Catarina fica determinada a conquistar o trono de maneira não-violenta. Catarina tenta convencer Pedro a retirar os militares, embora não tenha sucesso. Pedro, em vez disso, sai para jantar e logo se junta a seu amigo Grigor. Grigor envenena o borscht de Pedro com arsênico, incapaz de suportar o caso de Pedro com Georgina por mais tempo. Isso faz com que Pedro fique gravemente doente e deixa Catarina como a próxima na linha de sucessão ao trono. No entanto, a reivindicação de Catarina ao trono é ameaçada pela existência de Ivan e sua falta de apoiadores. Uma busca por Ivan segue, resultando em Elizabeth assassinando Ivan para garantir a reivindicação de Catarina. A nova crença de Catarina causa tensão entre ela, Marial e Orlo, que tentam convencê-la de que, como imperatriz, ela deve se envolver em derramamento de sangue. Enquanto Catarina e Marial brigam sobre matar ou não Pedro, ele acorda milagrosamente curado. |              |                                                                               |               |                              |                    |
| 6 | 6            | "Parachute" "Paraquedas" (BR)                                                 | Ben Chessell  | Tony McNamara                | 15 de maio de 2020 |
| Pedro se sente inspirado a melhorar depois de seu encontro com a morte. Elizabeth encoraja Pedro a gerar um herdeiro, levando-o a procurar Catarina. Eles se tornam mais íntimos, colocando uma pressão em seu relacionamento com Leo. Catarina usa o interesse recém-descoberto de Pedro por ela para encorajá-lo a trazer artes e ciências para a Rússia. Vlad ensina Pedro sobre paraquedas. Archie desencoraja a busca de Pedro pelas artes e ciências e ameaça Catarina, que retalia. Orlo se perde na floresta e encontra soldados. Archie coloca um corvo no quarto de Pedro para assustá-lo, irritando Pedro. Catarina pede a Pedro para reintegrar Marial como dama da corte e Pedro se recusa, revelando o motivo de seu rebaixamento: seu pai cometeu necrofilia com o cadáver da mãe de Pedro. Catarina muda seus planos para uma Rússia melhor. Pedro usa o paraquedas no cachorro de Marial. Catarina celebra esta demonstração de ciência com esperança para o futuro. |              |                                                                               |               |                              |                    |
| 7 | 7            | "A Pox on Hope" "Varíola na Esperança" (BR)                                   | Colin Bucksey | Tony McNamara e Gretel Vella | 15 de maio de 2020 |
| Graças a Catarina, a corte russa está consumindo com entusiasmo a arte que havia sido proibida anteriormente. Catarina fica otimista de que pode mudar a Rússia influenciando Pedro em vez de matá-lo, e lhe dá uma impressora. Archie se opõe, mas Pedro acha divertida a capacidade da imprensa de imprimir desenhos engraçados e permite que ela permaneça. Para agradecer a Catarina, ele faz cunilíngua nela e ela atinge o orgasmo, o que a incomoda, pois ela sente que foi infiel a Leo. Quando Pedro discute o evento com Leo, ele fica frustrado porque Catarina tem passado mais tempo com o marido e está se aproximando dele. Ele fica bêbado e distribui caricaturas mostrando Catarina fazendo sexo com um cavalo. Georgina sente que está perdendo o favor de Pedro. Marial beija Vlad e está prestes a fazer sexo com ele quando descobre evidências de varíola em suas costas. Ela e Catarina tentam ajudá-lo, mas o Dr. Chekov é indiferente e planeja queimar Vlad junto com vários outros servos que foram afetados por um surto. Catarina pressiona pela vacinação, mas o tribunal e Pedro estão contra ela. Quando ela se inocula diante de todo o tribunal para convencê-los de sua eficácia, Pedro fica furioso. Ele proíbe a prática e a tranca até que tenha certeza de que ela não foi infectada. Catarina sai de seus aposentos e testemunha, à distância, os servos, incluindo Vlad, sendo queimados. |              |                                                                               |               |                              |                    |
| 8 | 8            | "Meatballs at the Dacha" "Almôndegas na Dacha" (BR)                           | Colin Bucksey | Amelia Roper e Tony McNamara | 15 de maio de 2020 |
| Catarina e Pedro viajam para encontrar o rei e a rainha da Suécia para negociações de paz. Pedro tenta fazer as pazes com Catarina dando-lhe um grande diamante, mas ela continua brava com ele por queimar os servos infectados com varíola, incluindo Vlad. A caminho da Suécia, Catarina tenta novamente fazer com que Velementov se junte ao golpe, mas novamente ele só está interessado em seduzi-la. Pedro e Catarina compartilham um momento de proximidade antes do início das negociações de paz. Pedro inicialmente se dá bem com o rei sueco, Hugo, encontrando nele uma alma gêmea, mas fica furioso quando Hugo exige o anexo de São Petersburgo as suas terras. As negociações de paz desmoronam e ambos os lados ameaçam escalar a guerra, até que Catarina intervém, alegando ter ouvido o imperador falando em seu sono, e apresenta um compromisso com o qual todos concordam. Preocupado com a distância que sente entre ele e Catarina, Leo se prepara para voltar para casa, mas é impedido por Marial, que lhe revela os planos de golpe de Catarina. Catarina e Pedro voltam a Moscou e são celebrados por sua vitória. Pedro agradece a Catarina por ajudá-lo, revelando que sabe que não fala durante o sono. Catarina e Leo se reencontram e ele se junta ao golpe com entusiasmo. |              |                                                                               |               |                              |                    |
| 9 | 9            | "Love Hurts" "O Amor Machuca" (BR)                                            | Geeta Patel   | Tony McNamara                | 15 de maio de 2020 |
| Orlo, Marial, Velementov e Leo decidiram trazer mais aristocratas para o lado de Catarina e alcançar resultados mistos. Velementov e Leo são forçados a matar o Conde Gorky depois que ele se recusa a participar do golpe. As suspeitas de Elizabeth são despertadas, pois Gorky era o melhor amigo de Pedro, o Grande, sem o conhecimento dos conspiradores. Pedro se convence de que há uma ameaça à sua vida e cerca Catarina e ele com guardas em todos os lugares que vão, pois toda a corte, além de Elizabeth, Georgina e Grigor, é submetida a tortura. Catarina, determinada a mostrar à corte que não está aliada a Pedro, sofre tortura. Ela e os outros conspiradores conseguem manter o golpe em segredo. Grigor confronta Pedro e, por fim, diz que está desconfortável com seu caso com Georgina. Pedro concorda em terminar o relacionamento e revela que se apaixonou por Catarina. Rostov, que foi forçado a raspar a barba e perdeu o amor de sua esposa como resultado, retorna apenas para enfrentar Pedro e Grigor. Depois de um encontro com Marial, que está desesperada para se tornar uma nobre novamente, Rostov está convencido a invadir a sala onde Pedro está escondido com Catarina e tentar matá-lo. Pedro, Grigor e Georgina conseguem lutar contra Rostov e matá-lo. Em um jantar com a corte russa, que está se recuperando de um dia de tortura, Catarina faz um discurso apaixonado que os une em devoção a ela. Depois, Pedro diz a ela que a ama. Ela volta para seus apartamentos e descobre evidências de que está grávida. |              |                                                                               |               |                              |                    |
| 10 | 10           | "The Beaver's Nose" "O Nariz do Castor" (BR)                                  | Geeta Patel   | Tony McNamara                | 15 de maio de 2020 |
| Inicialmente em choque com a revelação de que está grávida de Pedro, Catarina acorda em seu aniversário de 21 anos determinada a decretar o golpe hoje. Pedro prepara um bolo especial e outros presentes para sua esposa, então planeja matar Leo, acreditando que isso fará com que seus afetos sejam transferidos para ele. Catarina envia Velementov para reunir os líderes militares para apoiá-la e envia Orlo para matar Archie, enquanto promete a Marial que Archie não será prejudicado. Leo vai caçar com Grigor e Pedro e eles tentam matá-lo, mas não conseguem. Durante um almoço de aniversário com Pedro, Catarina se prepara para matar o marido, mas é interrompida quando ele revela sua admiração: o filósofo Voltaire, a quem Catarina idolatra. Ela se vê incapaz de matar Pedro na frente de Voltaire, mas uma vez que ele sai, encontra sua coragem. Pedro afirma que Leo a abandonou, mas Catarina instantaneamente percebe que seu amante está morto ou em perigo e ataca Pedro, que facilmente a afasta, acreditando que seu ataque surgiu da paixão por ele, e a tranca no quarto. Orlo não consegue matar Archie e fica ferido. Marial, frustrada porque Catarina não matou Pedro, fica convencida de que o golpe falhará e descobre Orlo atacando Archie. Furiosa por ter sido traída, ela é persuadida por Archie a revelar a traição de Catarina a Pedro. Em troca de voltar a ser uma dama, Marial mostra os planos de Catarina ao imperador para derrubá-lo e revela que Catarina está grávida. De coração partido, Pedro confronta a esposa, que quase o convence a abdicar. Em vez disso, ele mostra a ela que Leo é seu prisioneiro e ameaça matá-lo, a menos que ela cancele o golpe. Catarina vai a Velementov para impedir a revolta, determinada a salvar Leo, mas ele mostra a ela que ela encheu a Rússia de esperança de um novo futuro e isso é mais importante. Ele ressalta que, se ela não prosseguir agora, sua tentativa nunca será bem-sucedida. Catarina vai ver Leo e explica o que aconteceu. Ele expressa arrependimento, mas entende sua escolha. Catarina lhe dá um beijo de despedida e sinaliza para Velementov, que dispara sua pistola para reiniciar o golpe. |              |                                                                               |               |                              |                    |

### 2ª temporada (2021)
| N.º na série | N.º na temp. | Título                                       | Dirigido por  | Escrito por                  | Lançamento             |
| --- | ------------ | -------------------------------------------- | ------------- | ---------------------------- | ---------------------- |
| 11 | 1            | "Heads It's Me" "Quem Manda Sou Eu" (BR)     | Colin Bucksey | Tony McNamara                | 19 de novembro de 2021 |
| Já se passaram quatro meses desde o início do golpe. Leo está desaparecido, embora Catarina continue esperançosa de que ele esteja vivo. Um impasse ocorreu no palácio com as forças de Catarina em uma ala e as de Pedro em outra. Catarina tenta atacar Pedro usando coquetéis Molotov, mas Pedro, Grigor e Georgina fogem para sua casa de campo. Pedro chama seu chef, Jean-Louis, para segui-lo, e as tropas de Catarina seguem e cercam a vila. Segue-se um impasse, que é quebrado quando Catarina faz Jean-Louis preparar um banquete e espalha o cheiro pelo rio para atormentar o faminto Peter. Pedro se rende e concorda em transferir o poder para Catarina, pedindo apenas que ele seja colocado em prisão domiciliar e faça uma refeição com Catarina todos os dias. Depois que sua abdicação é assinada, ele casualmente presenteia Catarina com uma bolsa contendo a cabeça decepada de Leo. Mais tarde, Pedro revela a Grigor e Georgina que ele tem um plano para retomar o país. |              |                                              |               |                              |                        |
| 12 | 2            | "Dickhead" "Imbecil" (BR)                    | Colin Bucksey | Tony McNamara                | 19 de novembro de 2021 |
| Catarina traz Pedro, Grigor e Georgina de volta ao palácio. Ela se reconcilia com Marial, promovendo-a de volta ao seu status de nobre, e faz um acordo com Archie, que deu instruções para colocar os russos religiosos contra ela se ele for morto. Ela também lança sua tão esperada escola para meninas, embora encontre resistência de Lady Svenska e das damas da corte. Antes de sua coroação, Catarina começa a se encontrar com os nobres de seu império, mas muitos deles não a respeitam e a presenteiam com presentes depreciativos fazendo referência ao boato de que ela fez sexo com um cavalo. Um nobre particularmente rude, Tarzinsky, ameaça Catarina com violência, mas fica intimidado com a presença de Archie. O único visitante que tem uma interação positiva com Catarina é o padre Basil, um padre do campo, que revela que é primo de Leo e lhe entrega as cartas de Leo. Catarina é coroada e começa seu governo. Seu primeiro decreto é proclamar a liberdade religiosa na Rússia, provocando a ira de Archie, e Catarina decide preparar o padre Basil como substituto de Archie. Enquanto isso, Pedro anuncia que seu plano é esperar Catarina falhar e fazê-la se apaixonar por ele. Gregor e Arkady planejam "ajudar" Catarina a falhar, frustrando sua agenda. Pedro, a conselho de tia Elizabeth, pergunta a Catarina o que ela mudaria nele e concorda em conter sua propensão à violência. Isso dura até que Pedro fica furioso com Tarzinsky por chamá-lo de "idiota" e o esfaqueia até a morte no pátio do palácio. |              |                                              |               |                              |                        |
| 13 | 3            | "Alone at Last" "Enfim, Sozinha" (BR)        | Zetna Fuentes | Tony McNamara                | 19 de novembro de 2021 |
| Catarina acorda de um pesadelo sobre Leo, que ela se recusa a se deixar lamentar. Ela pune Pedro por matar Tarzinsky, trancando-o em seus quartos, apesar de seus protestos para caçar trufas, uma atividade que ele lembra de ter se relacionado com seu pai na infância. Georgina, desesperada para deixar a Rússia, convence Catarina a exilar ela e Grigor na França, para grande decepção de Pedro. Tentando evitar sonhar com Leo, Catarina usa drogas para ficar acordada e, em estado de mania, nomeia padre Basil como Arcebispo da Rússia. Orlo, que está sendo pressionado por seu intimidador tio Vanya, aproveita a embriaguez de Catarina para convencê-la a construir uma estrada em seu pobre estado natal. Pedro, trancado em um quarto com o corpo de sua mãe morta, fica cada vez mais irritado com a forma como ela o tratou e, eventualmente, quebra seu caixão de vidro e acidentalmente destrói seu cadáver. Depois de um confronto com Catarina, onde ele a irrita ao mencionar casualmente a morte de Leo, Pedro foge para a floresta para caçar trufas. Ele é pego por Velementov, que lembra a Pedro que foi ele, e não o pai de Pedro, que o levou para caçar trufas quando criança. Pedro começa a aceitar a negligência e o abuso de seus pais. Catarina leva o cachorro de Pedro para a floresta e acidentalmente se depara com a clareira onde ela se despediu de Leo e começou a chorar. Consolada por Marial e Elizabeth, ela se permite admitir que não poderia tê-lo salvado. Grigor, sentindo que Pedro precisa dele, para a carruagem a caminho de Paris e retorna ao palácio sem Georgina. |              |                                              |               |                              |                        |
| 14 | 4            | "The Devil's Lunch" "O Almoço do Diabo" (BR) | Zetna Fuentes | Tami Sagher                  | 19 de novembro de 2021 |
| Catarina fica cada vez mais frustrada sexualmente à medida que sua gravidez continua. Pedro ganha a permissão relutante de Cataeina para fazer um chá de bebê para seu filho ainda não nascido, Paulo, em troca de cessar seus esforços com Gregor para lembrar à corte como seu reinado foi divertido. Velementov insiste que a Rússia deve entrar em guerra com o Império Otomano, mas Catarina está relutante em começar uma guerra. Sundak, um embaixador otomano e um velho amigo de Pedro, vem se encontrar com Catarina, que tem uma visão obscura da cultura misógina do otomano. Ela o desafia em seu primeiro encontro, organizando a sala para sugerir que ela tem um conselho feminino de conselheiros próximos, mas ele não se incomoda com o insulto implícito. Velementov começa um caso com Lady Svenska, que está secretamente espionando para Pedro, e deixa escapar que a guerra com os otomanos é uma possibilidade. Catarina e Pedro tentam ganhar Sundak para sua causa, o que é complicado pelo ciúme de Pedro sobre o interesse de Catarina pelo belo Sundak. Enquanto isso, Archie tenta, sem sucesso, agradar Catarina a conselho de Marial, e Marial começa um caso com um Grigor deprimido. Pedro tenta minar o relacionamento de Catarina e Sendak fazendo um chá de bebê estridente, mas Catarina o engana assumindo a festa e impressionando Sundak em uma viagem de caça no dia seguinte. Sundak sai depois que um acordo de paz foi alcançado, mas Arkady e Tatyana, acreditando que isso irá avançar a causa de Pedro, interceptam a carruagem de Sundak e o matam. Depois de uma tentativa fracassada de fazer sexo com um guarda, Catarina é manipulada por Elizabeth para tirar vantagem das habilidades de Pedro em cunilíngua. |              |                                              |               |                              |                        |
| 15 | 5            | "Animal Instincts" "Instintos Animais" (BR)  | Matthew Moore | Tony McNamara                | 19 de novembro de 2021 |
| Catarina imediatamente se arrepende de seu encontro sexual com Pedro, mas ele está emocionado por ela mostrar sinais de retribuir sua afeição, para deleite de Elizabeth e frustração de Grigor. Elizabeth o aconselha a se tornar um mistério para Catarina, e ele a intriga com sucesso ao se fazer de difícil de conseguir. A corte fica alarmada quando um crocodilo misteriosamente começa a vagar pelo palácio e ataca Elizabeth, ferindo sua perna e comendo seu rato de estimação. Catarina rejeita os nobres supersticiosos que acreditam que o lagarto gigante seja um demônio ou um presságio sobrenatural, mas fica frustrada quando o padre Basil diz ao tribunal que a criatura pode realmente ser um sinal de Deus. Archie anuncia que, como Patriarca, só ele pode descobrir o significado do "presságio", e Catarina percebe que ele mesmo plantou a criatura. Ele a chantageia ameaçando proclamar que o lagarto é um sinal de que Deus condena seu reinado, a menos que ela concorde em revogar a liberdade religiosa, remover o padre Basil do poder e "encontrar Deus". Catarina pede a Pedro, que é um excelente caçador, que procure o lagarto no Palácio com ela, mas ele ignora a oportunidade de matar a fera para passar mais tempo com ela. Catarina concorda com a demanda de Archie, e ele a leva para "encontrar Deus" através do uso de cogumelos psicodélicos. Embora os dois tenham visões diferentes, eles reconhecem sua esperança mútua por uma Rússia melhor e encontram um terreno comum. Enquanto isso, Marial encontra um serva idosa, Shakey, com quem ela dividia quartos durante seu tempo como serva. Ao saber que Shakey foi declarada velha para trabalhar, Marial tem pena relutante da velha e a aceita como empregada doméstica. Catarina é capaz de capturar o crocodilo usando camundongos com ópio, mas quando ela apresenta o animal capturado à corte, os nobres entram em pânico quando ele começa a acordar e o esfaqueia até a morte. Naquela noite, ela concorda em dançar com Pedro, compartilhando um momento romântico com ele que ela interrompe abruptamente, desconfortável com seu crescente interesse por ele. |              |                                              |               |                              |                        |
| 16 | 6            | "A Simple Jape" "Um Simples Gracejo" (BR)    | Matthew Moore | Tony McNamara & Gretel Vella | 19 de novembro de 2021 |
| No meio de um encontro, Pedro e Catarina discutem quando ele a acusa de usá-lo para sexo e ela se recusa a admitir que o ama. Eles com raiva cancelam seu arranjo atual. Depois de ser confrontada por membros da escola de sua filha que pensam que ela não está mudando o sistema com rapidez suficiente, Catarina resolve libertar todos os servos. Orlo adverte a paciência, mas a impaciente Catarina decide fazer uma "brincadeira" na quadra para provar seu ponto de vista. Ela disfarça Shakey como um membro da aristocracia em uma festa e a apresenta como "Lady Anastasia". Lady Svenska é enganada e fica encantada com a velha, mas fica horrorizada quando Catarin anuncia a verdadeira identidade de Shakey. Enquanto isso, o padre Basil se despede de Archie, condenando seu jogo político em um discurso apaixonado. Archie de repente beija Basil, um ato que o deixa abalado e confuso. Grigor, percebendo que a façanha de Catarina tem maiores implicações, força Orlo a lhe dar os planos de Catarina para libertar servos sob a mira de uma arma, e os usa para virar os nobres contra Catherine. Isso incita Catarina a proclamar liberdade imediata para os servos, e Pedro aproveita a situação para instar os nobres a pedir a abdicação de Catarina. Ele planeja escapar de seus quartos com a ajuda de um dublê, Pugachev, e tomar Catarina como refém. Os servos do palácio se rebelam contra os nobres e, no caos resultante, Marial descobre que Shakey foi assassinado por Lady Svenska por sua participação na brincadeira. Os conselheiros de Catarina pedem que ela ponha fim à violência, mas ela não consegue atirar em seu próprio povo e ordena que eles saiam da sala. Pedro irrompe no escritório de Catarina com uma arma, mas quando a encontra chorando sozinha por seu fracasso, ele a conforta e retorna de bom grado ao seu cativeiro. Catarina relutantemente ordena que Velemntov subjugue a rebelião. Depois que a violência acaba, Marial atira na cabeça de Svenska, matando-a em vingança por Shakey. |              |                                              |               |                              |                        |
| 17 | 7            | "Stapler" "Grampeador" (BR)                  | Ally Pankiw   | Tony McNamara                | 19 de novembro de 2021 |
| Catarina começa a duvidar da capacidade de adaptação da Rússia e do talento de seu povo para a mudança. Marial a encoraja a entrar e começar o dia. Há uma competição de ciências em andamento, e a vitória da Rússia pode elevar a moral. Cientistas de outros países chegam à Rússia como parte desta competição, e Pedro decide provar seu amor por Catarina com uma invenção melhor do que as dos outros. Com falta de perspicácia científica, Pedro rouba a invenção dos noruegueses. Infelizmente, este plano falha quando o desaparecimento da invenção chamado "freezer" é notado por um convidado especial. Além disso, a mãe de Catarina, Joana, chega também à Rússia para visitá-la, como também observar como Catarina está liderando o país. Joana conhece Pedro e tenta seduzi-lo. Elizabeth enfatiza que ele não pode fazer nada com ela. Se Catherine descobrisse, ela acabaria com os dois. Catarina ainda não tem uma invenção viável para a competição de ciências, mas uma serva tem uma ideia e ajuda o modelo da montanha-russa que matou pessoas, para algo mais seguro. Eles acabam fazendo a invenção e o chamam Roll and Coast. Isso surpreende a todos, exceto a mãe de Catarina. |              |                                              |               |                              |                        |
| 18 | 8            | "Seven Days" "Sete Dias" (BR)                | Ally Pankiw   | Tony McNamara                | 19 de novembro de 2021 |
| Quando Catarina inaugura um salão que exibe as pinturas de Shakey nas paredes, Joana come alguns amendoins recém-importados das Américas e sofre um ataque de alergia. Ela fica bem o suficiente para dar a Catarina uma lista de pessoas que ela deveria matar, incluindo Marial e Elizabeth. Essas duas começam a temer como a presença de Joana muda Catarina. Sete dias é o tempo restante para que Catarina dê à luz, e Pedro decide seguir com uma tradição de cavar covas para o caso de uma fatalidade. Pedro tem um desentendimento com um menino, mas em uma demonstração de crescimento pessoal, pede desculpas e desabafa com Grigor e Arkady sobre como ele não pode perder Catarina e a criança. Os otomanos enviam uma vela à imperatriz, com uma nota explicando que adorariam discutir um caminho de paz a seguir com a imperatriz. Todos consideram isso uma vitória diplomática, porém, uma das empregadas da corte é encontrada morta após inalar a fumaça da vela e Catarina decide ir para a guerra. Elizabeth descobre que Joana pretendia roubar o poder da filha para colocar Pedro de volta, para que sua outra filha pudesse casar com o rei da França. Catarina acaba rompendo os laços com sua mãe e a manda embora, porém, à noite, Joana tenta seduzir Pedro e acaba caindo da sacada do palácio. Elizabeth e Marial se livram do corpo e fazem parecer que ela foi embora. |              |                                              |               |                              |                        |
| 19 | 9            | "Walnut Season" "Época de Nozes" (BR)        | Colin Bucksey | Tony McNamara & Gretel Vella | 19 de novembro de 2021 |
| Catarina dá à luz em público e seu filho Paulo é recebido com alegria por Pedro. O nascimento da criança aproxima os dois monarcas, apesar de Pedro ainda se sentir culpado por ter feito sexo com Joana e ter escondido a morte dela de Catarina. Georgina retorna para à Rússia e diz está envolvida sobre a filosofia igualitária entre homens e mulheres e pede para que Catarina a deixe lhe ajudar a mudar o país, Catarina ainda desconfiada permite a volta dela à corte. Grigor por outro lado fala que não irá voltar para Georgina e diz a ela que ama Marial e que irá ficar com ela. Alucinada, tia Elizabeth sequestra Paulo fazendo Catarina e Pedro irem buscá-lo na casa de campo da tia, e durante a viagem, os dois testam seus sentimentos em conversas de situações hipotéticas. Catarina e Pedro conseguem localizar Elizabeth e a confortam de seu sofrimento por ter perdido seu filho anos atrás, fazendo a mulher voltar em si. Catarina e Pedro se entendem e voltam ao palácio de mãos dadas, e recebem uma atualização de Velementov, mas ele não está dando nenhuma esperança para a guerra. O arcebispo também apresenta provas que Orlo roubou vários rublos do palácio para ajudar seu povo. Catarina fica furiosa e diz para ele ir, ou ele será preso. Grigor revela a Marial que Peter fez sexo com Joanna, e ela caiu da janela para a morte. Ele diz a ela para manter isso em segredo, mas ela fica em silêncio. |              |                                              |               |                              |                        |
| 20 | 10           | "Wedding" "Casamento" (BR)                   | Colin Bucksey | Tony McNamara & Fiona Seres  | 19 de novembro de 2021 |
| Catarina e Pedro fazem sexo e revivem suas paixões, porém, Marial não acredita que Pedro mudou e decide revelar o que ele fez com a mãe da imperatriz. Catarina fica desolada e visita o túmulo no qual Joana foi enterrada e vai para o campo de batalha com a intenção de por um fim a guerra com os otomanos. Grigor desconfia que Marial contou o segredo para Catarina e avisa a Pedro, Pedro fica com muito medo e ameaça matar Marial e ela realmente se convence de que ele mudou. Georgina então decide fazer a cabeça de Pedro para que ele mate Catarina antes que ela o mate. Apesar dos avisos de Orlo, Catarina vai se encontrar com o sultão para negociar. Catarina diz que destruir uns aos outros por ganho é estúpido e destrutivo e que ela tem muitas ideias. Ela quer resolver esse enigma juntos. O sultão mostra a ela as fronteiras que ele quer, e isso é tudo que ele vai aceitar. Catarina fala sobre ideias progressistas, mas o sultão enfia uma faca na mão dela. Furiosa, Catarina arranca a faca de sua mão e corta o pescoço do sultão e tia Elizabeth aparece e mata um guarda do sultão. Elizabeth tenta explicar que a morte de Joana não foi culpa de Pedro e sim um acidente, e que Joana estava obcecada. Ao retornarem para o palácio, Catarina encontra a corte no jantar de casamento de Marial e seu primo Maxim como parte de um plano para garantir a herança de Marial. Pedro segura Paulo nos braços para usá-lo como escudo e Catarina expressa sua indignação por Pedro ter transado com sua mãe. Porém, Catarina baixa guarda e pede para que todos celebrem o banquete e pega Paulo dos braços de Pedro pedindo para que o marido lhe encontre no quarto. Depois, Valamentov chega com os guardas e prende Marial e vários outros e Catarina vai ao quarto de Pedro e o apunhala repetidamente pelas costas, e ele parece morrer. Ela chora com o coração partido, porém, o verdadeiro Pedro entra e tem um leve sorriso no rosto; ele conhece bem sua esposa. Ela o abraça, e o sósia de Pedro vai embora. Catarina e Pedro olham um para o outro e depois desviam o olhar.                                                  |              |                                              |               |                              |                        |

## Produção

### Desenvolvimento
A série é baseada na peça de Tony McNamara que gira em torno de Catarina, a Grande, que estreou no Sydney Theatre Company em 2008. McNamara também escreveu uma adaptação cinematográfica da peça: "Foi uma peça e um filme, e eu sempre estava lutando com o fato de ser uma história tão maciça para um filme. Eu queria contar como uma história que se prolonga por anos e anos". A série foi inicialmente lançada como tendo seis temporadas, tendo planejado introduzir figuras históricas importantes na vida de Catarina enquanto a série continuava.
Em 24 de agosto de 2018, foi anunciado que o Hulu estava perto de dar uma ordem do piloto a uma minissérie sobre Catarina, a Grande. A série foi escrita por Tony McNamara, que também atuou como produtor executivo ao lado de Elle Fanning e Marian Macgowan. As empresas de produção envolvidas com o piloto consistem em Media Rights Capital, Echo Lake Entertainment, e Thruline Entertainment. Em 20 de novembro de 2018, foi relatado que Matt Shakman estava dirigindo o piloto. Em 11 de fevereiro de 2019, foi anunciado durante a turnê anual de imprensa de inverno da Television Critics Association que o Hulu havia ordenado a produção da série.

### Elenco
Juntamente com o anúncio inicial do piloto, foi confirmado que Elle Fanning e Nicholas Hoult haviam sido escalados para o papel principal do piloto como Catarina, a Grande, e seu marido Pedro III da Rússia, respectivamente. Em novembro de 2018, foi anunciado que Phoebe Fox, Sacha Dhawan, Charity Wakefield e Gwilym Lee se juntaram ao elenco do piloto. Em janeiro de 2020, Sebastian De Souza, Adam Godley e Douglas Hodge foram adicionados ao elenco. Em 14 de maio de 2021, Gillian Anderson foi escalada para um papel de protagonista convidada como Joana, a mãe de Catarina.

### Filmagem
A filmagem principal do piloto começou em novembro de 2018 em York, Inglaterra, com outros locais de filmagem que devem incluir Leicestershire, Lincolnshire e Hever em Kent e Caserta, Itália. As filmagens da segunda temporada começaram em 4 de novembro de 2020 e terminaram em 17 de julho de 2021.

## Recepção

### Temporada 1
No Rotten Tomatoes, a minissérie detém uma classificação de aprovação de 84% com base em 57 avaliações, com uma classificação média de 7.21/10. O consenso crítico do site diz: "Lindo, se gratuito, The Great não consegue cumprir o mesmo nome, mas performances deliciosas de Elle Fanning e Nicholas Hoult e um senso de humor perverso fazem dele um ótimo relógio". No Metacritic, ele tem uma pontuação média ponderada de 77 em 100 com base em 25 revisões, indicando "revisões geralmente favoráveis".

### Temporada 2
No Metacritic, a segunda temporada tem uma pontuação média ponderada de 86 em 100 com base em 7 comentários, indicando "aclamação universal". No Rotten Tomatoes, possui um índice de aprovação de 100% e um "Certified Fresh" com base em 24 avaliações, com uma classificação média de crítica de 8,40/10. O consenso crítico do site diz: "The Great continua seu reinado revisionista mais forte do que antes, graças à sua sagacidade viciante e elenco maravilhoso - huzzah!".